# Матео К'яріно
Мате́о К'ярі́но (ісп. Mateo Chiarino) — уругвайський актор і сценарист.

## Життєпис
Матео К'яріно навчався в Кіношколі Уругваю (ісп. Escuela de Cine del Uruguay, ECU). Його акторський кінодебют відбувся у драмі 2008 року «Masangeles». Після цього К'яріно знявся у кількох іспаномовних стрічках, але помітним для міжнародного глядача став завдяки виконанню ролі Мартіна у гей-мелодрамі аргентинського режисера Марко Бергера «Гаваї» (2013).
К'яріно є також автором сценаріїв до фільмів «Сім'я для продажу» (2013) та «Los Nadies» (2014).

## Фільмографія
| Рік  |   | Українська назва        | Оригінальна назва                                        | Роль            |
| ---- | - | ----------------------- | -------------------------------------------------------- | --------------- |
| 2008 | ф |                         | Masangeles                                               |                 |
| 2012 | ф |                         | La Culpa del Cordero                                     | Альваро         |
| 2010 | ф | П'ять                   | Cinco                                                    | Естебан         |
| 2012 | ф |                         | La máquina que escupe monstruos y la chica de mis sueños | Факу            |
| 2013 | ф | Дисертація про вбивство | Tesis sobre un homicidio                                 | Віллазан        |
| 2013 | ф | Гаваї                   | Hawaii                                                   | Мартін          |
| 2014 | с | Красуні                 | Guapas                                                   | Мозо дель Пампа |